# Madame Herbault
Madame Herbault, var en fransk modist.
Hon tillhörde de mer framgångsrika och tongivande modisterna inom Paris' modeindustri under sin samtid vid 1800-talets första hälft. Hennes berömmelse sträckte sig från det första kejsardömet till inpå julimonarkins tid. Hon anlitades av kejsarinnan Josephine de Beauharnais och kvinnorna vid Napoleon I:s hov.
Som ledande modedesigner fanns hon uppräknad för utländska besökare i Paris i Almanach des Modes 1821. Hon nämns där som den djärvaste modisten i Paris, medan Mademoiselle Fanny sades vara den elegantaste och Madame Guérin den främsta. Hennes främsta konkurrent ska ha varit  Madame Corot. 
Medan hon hade konkurrenter som var mer inflytelserika i Paris, beskrivs hon som en av de Pariserdesigners som åtnjöt mest framgång internationellt. Hon anlitades av utländska kungligheter och ska ha haft många kunder vid Europas hov, och det sades att hon "ibland var alltför djärv, men populär bland utländska hov." 